# Прево, Пьер (физик)
Пьер Прево (фр. Pierre Prévost; 1751—1839) — швейцарский физик, философ и литератор.

## Биография
Родился в семье пастора. Окончил Женевскую академию, где изучал богословие и право. Получив докторскую степень, в 1773 году отправился в Нидерланды, где работал домашним учителем; через год переехал в Париж, где был домашним учителем в семье Делессеров до 1780 года; одновременно с этим занимался литературной деятельностью в Нидерландах и Франции (Лион, Париж), переводил на французский сочинения Эврипида и встречался с Жаном-Жаком Руссо.
В 1780 году Фридрих II Прусский предложил ему должность профессора философии в  Берлинской Академии наук, на что Прево согласился; в это же время под влиянием знакомства с Лагранжем он начал заниматься физикой и математикой. В 1784 году он стал профессором художественной литературы в Женевской академии, в 1793 году — профессором рациональной философии. В 1809 году он в звании профессора возглавил кафедру общей физики в Женевской Академии, занимая эту должность до 1823 года. В 1780—1784 годах был членом-корреспондентом, а с 1784 года — академиком Берлинской академии. Состоял с 1796 года был членом Эдинбургского и с 1806 года —  Лондонского королевских обществ, с 1800 года членом-корреспондентом Парижской академии наук, с 1830 года — почётным доктором Университета Болоньи.
Прево был политически активным: так, в 1786 году он был членом женевского «Совета двухсот», действовавшего в период политической реакции, в 1793 году вошёл в состав Национального собрания, однако в 1794 году был отправлен в отставку. Четырьмя годами позже, будучи ректором Женевской академии, был в числе приглашённых подписать договор о присоединении Женевы к Франции. В последние годы жизни был членом законодательного совета своего кантона.
На основании данных Т. Майером собственных движений нескольких звезд в 1783 году определил, почти одновременно с Уильямом Гершелем, направление движения Солнца с его системой в пространстве; результаты своего открытия он изложил в мемуаре Берлинской академии «Sur le mouvement progressif du centre de gravité de tout le système solaire».
Большая часть исследований Прево в области физики была посвящена теплоте и магнетизму. В 1791 году он выдвинул теорию обмена радиацией между телами, получившую название подвижного теплового равновесия. Ввёл также понятия подвижного, динамического теплового равновесия, доказав, что процессы поглощения и испускания тепла происходят непрерывно, одновременно и независимо друг от друга, при этом переход количества теплоты не односторонний и является результатом взаимного лучистого теплообмена.
Был автором двухтомного философского труда «Опыт философии или изучение человеческого ума». Наиболее известные труды из области физики: «О происхождении магнитных сил» (Женева, 1788), «Физико-механические исследования о теплоте» (Женева, 1792), «О лучеиспускании» (Женева, 1809) и «О принципах лучеиспускания» (1832). Отдельные его работы опубликованы в отчетах Берлинской и Парижской академий и в лондонском «Transactions philosophiques», в «Annales de chimie et de physique» и других изданиях.